# Scary Godmother: Halloween Spooktacular
Scary Godmother: Halloween Spooktacular (no Brasil: Bruxa Madrinha: Um Dia das Bruxas Diferente) é um filme de animação de 2003 produzido pela Mainframe Entertainment. É baseado na série de histórias em quadrinhos Scary Godmother de Jill Thompson. Teve uma continuação em 2005 chamada Scary Godmother: Revenge of Jimmy

## Enredo
Hannah Marie é uma pequena garota que é levada ao seu primeiro Halloween contra sua vontade e de seu primo mais velho Jimmy. Nisso Jimmy cria um plano para assustar a garota, dizendo para ela entrar em uma casa assombrada, porém o plano acaba dando errado, ao entrar ela acaba parando na dimensão dos monstros onde se encontra com sua amiga Bruxa Madrinha e outros monstros amigáveis, lobisomem Harry, Bicho-Papão, Conde Drácula e sua família. Criando então, um plano juntos para poder dar uma lição em Jimmy e seus amigos.

## Personagens
- Hannah - É uma pequena menina ingênua que acaba por se tornar amiga dos monstros numa tentativa de susto de seu primo malvado Jimmy.

- Jimmy - É o primo mais velho da Hannah. Ele tenta assustar Hannah mandando-a entrar na casa assombrada, mas no final ele e seus amigos é que acabam sendo assustados. É o antagonista principal no segundo filme A Vingança de Jimmy.

- Bruxa Madrinha - A melhor amiga de Hannah no mundo dos monstros. Ela é uma boa bruxa que a ajuda a se vingar de Jimmy pregando uma peça nele.

- Harry - Um lobisomem branco e gordo obcecado por doces. Por sua gula ele acaba por devorar todos os doces e é castigado passando a servir a Bruxa Madrinha por um ano. Ele se torna narrador do segundo filme.

- Bicho-Papão - Um monstro enorme e roxo com vários olhos que mora junto da Bruxa Madrinha. Ele acaba por se tornar amigo da Hannah ao verem que tinha muita coisa em comum.

## Voz dos personagens
| Personagem          | Original            |
| ------------------- | ------------------- |
| Hannah              | Britt McKillip      |
| Jimmy               | Will Friedle        |
| Bruxa Madrinha/Ruby | Tabitha St. Germain |
| Harry/Bicho-Papão   | Garry Chalk         |
| Skully              | Scott McNeil        |
| Orson               | Richie Warke        |
| Conde Max           | Scott McNeil        |